# Windmotor Beers
De windmotor Beers is een windmotor of roosmolen, die sinds 2001 aan de Verlengde Molenweg in Beers in de Noord-Brabantse gemeente Land van Cuijk staat. Het is een model dat in Australië is geproduceerd door de firma "Southern Cross". De windmotor wordt als waterpomp voor een drinkbak voor vee gebruikt.